# PNG
PNG (Portable Network Graphics, на български: Преносими мрежови графики) е графичен файлов формат за цифров запис на изображение. Възможните цветове във всеки пиксел са 16,7 милиона, като се използва начин за намаляване на размера на файла без загуба на качеството на съхраняването изображение. Използва се и в Интернет. Разширение: .png, поддържа прозрачност под обекта.
PNG е най-новият формат за изображения в Web проектиран специално от група независими експерти по графични изображения, за да подобри и в крайна сметка да замести GIF. Поддържа 24 и 48-битови изображения. Позволява да се включват канали на маски за управление на постепенна прозрачност. Файловете във формат PNG обикновено са по-големи от JPEG и GIF, защото един файл във формат PNG не включва причиняващата загуби на информация компресия на JPEG и може да съдържа повече цветове от изображение във формат GIF (изключение прави в сивата гама, когато файловете му са по-малки по размер в сравнение с тези на JPEG и GIF). PNG е най-добър за малки изображения, като например бутони, икони или умалени изображения с детайли.